# Либенбергский дворец
Либенбергский дворец (нем. Schloss Liebenberg) — поместье на севере земли Бранденбург, расположенное в районе  Либенберг коммуны Лёвенбергер-Ланд. Подробное описание дворца в своих путевых очерках «Странствия по марке Бранденбург» дал писатель Теодор Фонтане.

## История
Либенберг в XVI веке являлся поместьем дворянского рода Бредов. С 1652 года при клевском дворянском роде фон унд цу Гертефельд начался период процветания Либенберга. Либенбергский дворец появился в 1875—1906 годах в результате перестройки в эклектическом стиле усадьбы, построенной не позднее 1743 года. Некогда барочный сад в XIX веке был оформлен в пейзажный парк по проектам Петера Йозефа Ленне. В 1908 году на территории поместья был построен озёрный домик.
Самым известным хозяином Либенбергского дворца являлся князь Филипп цу Эйленбург и Гертефельд, дипломат и доверенное лицо императора Вильгельма II, который часто приезжал в гости поохотиться в богатых на дичь либенбергских лесах. Конец близким отношениям между императором и дипломатом положил противник монархии, журналист Максимилиан Гарден, разоблачивший пороки так называемого «либенбергского кружка».
При национал-социалистах охотиться в Либенберг приезжал Герман Геринг. В 1936 году в дворцовой церкви Либенберга состоялось венчание Либертас, внучки Филиппа цу Эйленбурга, с Харро Шульце-Бойзеном. Супруги участвовали в группе Сопротивления «Красная капелла».
По окончании Второй мировой войны Либенберг оказался в советской зоне оккупации Германии. Дворец и всё имущество были национализированы и переданы в распоряжение Социалистической единой партии Германии. Во дворце были размещены квартиры, общежития, офисы, склады, парикмахерский салон, медицинский кабинет и детский сад. Часовня дворца использовалась для проведения праздничных мероприятий. Озёрный домик был превращён в хорошо охраняемый дом отдыха для членов ЦК СЕПГ, где останавливались Вильгельм Пик, Отто Гротеволь, Вальтер Ульбрихт, посол СССР и другие государственные гости. Либенбергский лес в 1964 году был объявлен государственным охотничьим хозяйством. При Эрихе Хонеккере с 1971 года в озёрном домике отдыхали исключительно высокопоставленные и бывшие члены ЦК СЕПГ.
После объединения Германии поместье было выставлено на торги в 1996 году. Жители Либенберга получили право приобрести в собственность жилплощадь, на которой они проживали. Оставшееся имущество было передано на рубеже веков банку Deutsche Kreditbank. Дворец был переоборудован под отель, а озёрный домик — под конференц-центр. На территории поместья появились галерея, музей и магазин. Земли были переданы в аренду. Либенбергский дворец находится под охраной государства.